# 第19軍 (ドイツ軍)
第19軍 (ドイツ軍)（独Deutsche 19. Armee）は第二次世界大戦時のドイツ軍の部隊である。

## 歴史
1943年、第19軍はナチス・ドイツ占領下のフランス南部でフェルバー戦闘団（Armeegruppe Felber、第LXXXIII軍団）を主幹として編成され、連合軍によるフランス南部上陸を防ぐことを主任務に、ヴォージュ山脈、アルザス、バーデン、ヴュルテンベルクの防衛を担当した。第19軍は1945年1月から2月にかけて、コルマールの戦いで撃破された。
1945年前半、ドイツ第19軍の所属部隊は国民突撃兵と急遽仕立て上げられた部隊のみで、対する連合軍のフランス第1軍からの攻撃を防ぐのは不可能であった。フランス軍の装甲部隊の攻撃のために、第19軍はバーデン、シュヴァルツヴァルト、ヴュルテンベルクで分散され、1945年4月、シュトゥットガルト、ミュンジンゲンで撃破された第19軍の残存兵は1945年5月8日、降伏した。正式な降伏はアメリカ第VI軍団司令官エドワード・H・ブルックス少将が受け入れた。

## 司令官
| 着任          | 離任       | 階級（当時） | 氏名                                                              |
| ------------- | ---------- | ------------ | ----------------------------------------------------------------- |
| 1943年8月13日 | 1944年6月  | 歩兵大将     | ゲオルク・フォン・ゾーデンシュテルン （ de:Georg von Sodenstern） |
| 1944年6月     | 1944年12月 | 歩兵大将     | フリードリッヒ・ヴィーゼ （de:Friederich Wiese）                  |
| 1944年12月    | 1945年2月  | 歩兵大将     | ジークフリート・ラスプ （de:Siegfried Rasp）                      |
| 1945年2月     | 1945年2月  | 歩兵大将     | ヘルマン・フェルチュ （de:Hermann Foertsch）                      |
| 1945年2月     | 1945年3月  | 歩兵大将     | ハンス・フォン・オープストフェルダー                              |
| 1945年3月     | 1945年5月  | 装甲兵大将   | エーリッヒ・ブランデンベルガー                                    |

## 文献
- Tessin, Georg (1976).  "Verbände und Truppen der deutschen Wehrmacht und Waffen-SS im Zweiten Weltkrieg 1939-1945" (Volume IV), Biblio Verlag, Osnabrück.  ISBN 3-7648-1083-1.